# جوش هاريس (لاعب كرة قدم أمريكية أمريكي)
جوش هاريس (بالإنجليزية: Josh Harris)‏ هو لاعب كرة قدم أمريكية أمريكي، ولد في 9 سبتمبر 1982.